# Like This and Like That
A Like This and Like That Monica amerikai énekesnő harmadik kislemeze első, Miss Thang című stúdióalbumáról; az Egyesült Államokban, ahol  dupla A oldalas kislemezként jelent meg a Before You Walk Out of My Life című számmal, a második. Az USA-ban a kétoldalas kislemez Monica második listavezető kislemeze lett a Billboard Hot R&B/Hip-Hop Songs slágerlistán; a Hot 100 listán a hetedik helyet érte el. Az Egyesült Királyságban 1996 februárjában jelent meg. A dalban Mr. Malik rappel.

## Számlista
CD maxi kislemez (USA)
1. Like This and Like That (Radio Edit) – 3:59
2. Like This and Like That (Album Version) – 4:41
3. Like This and Like That (All Star Mix) – 4:34
4. Don’t Take It Personal (Just One of Dem Days) (Remix) – 3:50

CD maxi kislemez (USA)
1. Like This and Like That (All Star Mix) – 4:35
2. Like This and Like That (K.O. Mix) – 4:28
3. Like This and Like That (Buckle Head Dance Mix) – 5:11
4. Like This and Like That (Soul Company Dirty Dubb) – 6:06

CD maxi kislemez (USA)
1. Like This and Like That (All Star Mix) – 4:35
2. Like This and Like That (K.O. Mix) – 4:28)
3. Like This and Like That (Buckle Head Dance Mix) – 5:11
4. Like This and Like That (Soul Company Dirty Dubb) – 6:06

CD maxi kislemez (Egyesült Királyság)
1. Like This and Like That (Original Radio Edit)
2. Like This and Like That (Full Crew Club Mix Edit)
3. Like This and Like That (Full Crew Dance Mix)
4. Like This and Like That (Full Crew Club Mix)

CD maxi kislemez
1. Before You Walk Out of My Life (Album version)
2. Like This and Like That (Album version)
3. Before You Walk out of My Life (Mike Dean Mix)
4. Like This and Like That (All Star Mix)
5. Before You Walk out of My Life (Pete Rock Mix)

CD maxi kislemez
1. Before You Walk out of My Life (Album version)
2. Like This and Like That (Album version)
3. Before You Walk out of My Life (Instrumental)
4. Like This and Like That (Instrumental)

12" maxi kislemez (USA)
1. Like This and Like That (Album Version) – 4:41
2. Like This and Like That (Instrumental) – 4:41
3. Like This and Like That (A cappella) – 4:38

12" maxi kislemez (USA)
1. Before You Walk out of My Life (Album version) (4:51)
2. Like This anf Like That (Album version) (4:41)
3. Before You Walk out of My Life (Mike Dean Instrumental) (4:54)
4. Before You Walk out of My Life (Mike Dean Mix) (4:54)
5. Like This and Like That (All Star Mix) (4:34)
6. Before You Walk out of My Life (Pete Rock Mix) (4:56)

12" maxi kislemez (USA)
1. Like This and Like That (Album Version) – 4:41
2. Like This and Like That (Instrumental) – 4:41
3. Like This and Like That (A cappella) – 4:38
4. Before You Walk out of My Life (Album Version) – 4:51
5. Before You Walk out of My Life (Instrumental) – 4:50
6. Before You Walk out of My Life (A cappella) – 4:49

Kazetta (USA)
1. Like This and Like That (Album version)
2. Before You Walk out of My Life (Album version)

## Helyezések
| Slágerlista (1995)             | Legmagasabb helyezés |
| ------------------------------ | -------------------- |
| USA Billboard Hot 100          | 7                    |
| USA Billboard Hot R&B Singles  | 1                    |
| Új-zélandi RIANZ kislemezlista | 18                   |
| Brit kislemezlista             | 33                   |